# Charlotte Sometimes
Charlotte Sometimes is een single van The Cure uit 1981. Het nummer is gebaseerd op het gelijknamige boek van Penelope Farmer uit 1969. De single bevat een videoclip van een meisje, dat de rol van Charlotte speelt, die door een mysterieus huis heenloopt. Het meisje in de video is Janet, een zus van Robert Smith. De bandleden van The Cure zijn daar ook aanwezig. De muziek van de song is geschreven door Robert Smith, Lol Tolhurst en Simon Gallup op tekst van Robert Smith. De tekst is echter geïnspireerd door het kinderboek Charlotte Sometimes van de Britse schrijfster Penelope Farmer. Een ander nummer van The Cure: the Empty World (van het album The Top) is ook geïnspireerd door dit boek.
De sfeer van dit nummer is erg donker. De drums klinken in het nummer vrij diep, de baslijnen en gitaarpatronen van het nummer zijn donker en de synthesizer zorgt voor een mysterieuze sfeer in Charlotte Sometimes. Het is een nummer uit de beginperiode van The Cure waarin de band steeds donkerder ging klinken. Vanaf album The Top begon de band relatief vrolijker te klinken.
De single is uitgegeven tussen de albums Pornography en Faith door. Wel staat Charlotte Sometimes op de heruitgave van Faith uit 2005.
De B-kant Splintered in Her Head is tevens op het boek gebaseerd. Een derde nummer dat op het boek is gebaseerd heet The Empty World en is afkomstig van album The Top.

## Tracks
7" Single
1. "Charlotte Sometimes"
2. "Splintered in Her Head"

12" single
1. "Charlotte Sometimes"
2. "Splintered in Her Head"
3. "Faith" (live)